# Linia kolejowa Eberswalde – Finowfurt
Kolej Eberswalde-Finowfurt (niem. Eberswalde – Finowfurter Eisenbahn) – rozebrana normalnotorowa linia kolejowa na terenie północno-wschodniej Brandenburgii (numer 6792). Łączyła węzeł w Eberswalde (stacja Eberswalde West) z Finowfurt, w trakcie budowy Schöpfurth (stacja końcowa Finowfurt Ort). Odcinek ten miał 9,6 km długości. W miejscowości Finow, na stacji Finow (Mark), rozpoczynało się odgałęzienie do stacji Messingwerk o długości 1,3 km.

## Historia
Linię otwarto 16 października 1907. W 1914 otwarto bocznicę z Finow (wówczas Heegermühle) do odlewni mosiądzu. 17 kwietnia 1931 otwarto łącznicę od stacji Eberswalde West do stacji Eberswalde Hauptbahnhof. W 1934 przedłużono ruch pasażerski do stacji Finowfurt Ort. Przerwa w działalności kolei, z uwagi na działania wojenne, miała miejsce od kwietnia do czerwca 1945. W 1949 zawieszono ruch pasażerski na odcinku Finowfurt - Finowfurt Ort. 28 maja 1969 zawieszono pasażerski ruch kolejowy i zastąpiono pociągi autobusami, z których ostatecznie zrezygnowano 26 maja 1963. Ruch towarowy zlikwidowano 1 stycznia 1965.  Potem linia była w części używana wyłącznie do jazd manewrowych. Torowiska rozebrano w 2010 (w 2013 rozebrano lokomotywownię w Finowfurt).
Obecnie istnieje dawny budynek stacyjny w Finowfurt oraz most na bocznicy do odlewni mosiądzu w Finow nad Kanałem Finow. W 2011 czytelne było też starotorze tej bocznicy.

## Zarząd
Kolejnymi zarządcami linii były następujące przedsiębiorstwa:
- od 16 października 1907: Deutsche Eisenbahn A.G. (DEG),
- od 1929: Aktiengesellschaft für Verkehrswesen(inne języki) (AGV),
- od 1 maja 1947: Landesbahnen Brandenburg,
- od  1 kwietnia 1949: Deutsche Reichsbahn (DR),
- 0d 1 stycznia 1994: Deutsche Bahn AG (DB)[2].